# スターフォックスアドベンチャー
『スターフォックス アドベンチャー』（Star Fox Adventures）は、レア（現・Xbox Game Studios）が開発し、2002年9月27日に任天堂が発売したニンテンドー ゲームキューブ用アクションアドベンチャーゲームである。スターフォックスシリーズの第3作目。アメリカは同年9月23日、ヨーロッパでは同年11月22日に発売。

## 概要
元々は『スターフォックス』シリーズではなく、オリジナルの新作タイトルとしてNINTENDO 64で開発されていた。その当時は『ダイナソープラネット』というタイトルで、登場するキャラクターもクリスタルなど一部のキャラクターを除き製品版とは異なっていた。2001年にプラットフォームをゲームキューブに移行することと『スターフォックス』シリーズのキャラクターを登場させることが発表され、それに伴い『スターフォックス アドベンチャー ダイナソープラネット』というタイトルに変更され、その後現在のタイトルになった。
ゲーム内容は『ゼルダの伝説シリーズ』のようなアクションアドベンチャーをメインにした構成になっており、シューティングパートはおまけのような位置付けになっている。なお、本作のキャラクターボイスは全て英語で、日本語収録は無い。
この作品が、据置型ハードにおいて、任天堂のセカンドパーティとしてのレア社の最後の作品となった。

## 登場キャラクター

### 「スターフォックス」チーム
フォックス・マクラウド （声優：スティーブ・マルパス）
本作の主人公。やとわれ遊撃隊「スターフォックス」のリーダーとして成熟した。戦士としても優れた才能を持っており、偶然見つけたクリスタルスタッフを武器にダイナソープラネットの調査に1人で出る。26歳。
スリッピー・トード （声優：クリス・シーヴァー）
パイロットを遠ざかり、秘密兵器の研究と開発をしている。本編ではゲームのヒントを担当。また、翻訳プログラムやイリュージョンを発明しフォックスに送る。26歳。
ペッピー・ヘア （声優：クリス・シーヴァー）
高齢の為にパイロットを引退し、チームのナビゲーターとなる。本編ではマップの表示を担当。49歳。
ロブ （声優：ジョン・スライク）
グレートフォックス専属パイロット兼オペレーターのロボット。前作ではナウスと言う名前だった。タイトル画面のメニューでは字幕表示を担当。
ファルコ・ランバルディ （声優：ベン・カルム）
アンドルフを倒してから4年後にメンバーの前から突如姿を消した。より自由で金になる人生を求めたのでは、と噂されているが、彼がチームを離脱した本当の動機は、漫画『さらば愛しのファルコ』で明らかになっている。アンドルフとの最終決戦で登場し、エンディングで再びスターフォックスに戻った。27歳。

### 恐竜
トリッキー （声優：ケビン・ベイリス）
アソーカ族の王子。シャープクロウ族に捕まっていたところをフォックスに助けられ彼の冒険に同行する。冒険好きだが、いたずら好きな為に迷惑をかける事もある。
「コール」「ボール」「サーチ」「ファイア」「ストップ」の5つのコマンドを習得できる。『アサルト』では大きくなった姿でフォックスと再会する。
コール
トリッキーをフォックスのそばに呼び寄せる。
ボール
ボールを投げてトリッキーを遊ばせる。10回遊ぶたびにトリッキーの身体の色が変化する。
サーチ
特定の地面や壁に穴を掘り、アイテムやトンネルを発見する。使用するとトリッキーの空腹度が減少する。
ファイア
炎を吐いて氷の壁などを破壊する。敵への攻撃にも利用できる。使用するとトリッキーの空腹度が減少する。
ストップ
トリッキーをその場で立ち止まらせる。床にあるスイッチを押す場合などに使用する。
アソーカ族
角竜類の姿をした種族。クラウド族と共にダイナソープラネットを統治している。巨大な力とスピードを持ち、尊敬されるようになる。キノコが好物。
クラウド族
翼竜の姿をした種族。アソーカ族と共にダイナソープラネットを統治している。誇り高く勇敢で、長い間ダイナソープラネットの平和を維持してきた。アソーカ族とは仲が悪くトリッキーも毛嫌いしている。
ソンテイル族
曲竜類の姿をした種族。草が青々と茂ったオアシスで暮らしている。口調に訛りのある者が多い。
スノーホーン族
マンモスの姿をした種族で、ダイナソープラネットで唯一の非爬虫類種族。もっとも寒い地域に住んでいる。深い毛皮と強大な力で、厳しい寒さでも生活できる。自分たちの食糧を見つけることが苦手。
ハイト族
竜脚類の姿をした種族。体は最も大きく、おとなしい性格。非常に少数派の種族で、数で言うと絶滅の危機がある。
ライトフット族
ハドロサウルス科やイグアノドンのような鳥脚類の姿をした種族。直立二足歩行で、身なりなどもヒューマノイド的である。独特の文化をもち排他的で、他の種族と暮らす事を捨てた。現在どこに住んでいるかは不明。
シャープクロウ族
ヴェロキラプトルのような小型獣脚類の姿をした種族。ライトフット族と同様に直立二足歩行である。ダイナソープラネットを統治する事を拒否されて捻くれ、スケール将軍の手下となる。もっとも、スケール将軍の力による独裁に対して不満も持つ者も少なくない様子がストーリー中に多々窺える。エンディングにて惑星を救ったフォックスを英雄として称え、その後はトリッキーらアソーカ族やクラウド族と共にダイナソープラネットを統治する事を認められた。次回作「アサルト」では直接登場はしないが、スリッピーのセリフからアパロイドの襲撃で全滅した模様。
レッドアイ族
ティラノサウルスのような大型獣脚類の姿をした種族。その名の通り血のように赤い目を持ち、肉食で凶暴。他の種族から離れたところに隔離されていたが、スケール将軍によって解放され、アソーカ族を襲い始める。一族の王はボスとして登場する。
スケール将軍 （声優：ジョン・スライク）
シャープクロウ族のリーダー。ダイナソープラネットを支配する為に軍隊を集めており、日々その力は大きくなっている。終盤、最後の試練の館でフォックスに一騎討ちを挑むが黒幕によって命を奪われる。その体内に最後のクラゾアスピリットが隠されていた。

### その他
クリスタル （声優：エステル・エリス）
本作から初登場するヒロイン。多くの謎を秘めている女性で、青いキツネの姿をしている。テレパシーで謎のSOSを感じ取り、発信源を突き止める。クリスタルスタッフの本来の持ち主であるが、スケール将軍の操るガレオン船の襲撃で落としてしまった。その後、その発信源であるクラゾア宮殿で最初のクラゾアスピリットを解放した直後、何者かに襲われ捕らわれの身になってしまう。最後はフォックスによって救出され、エンディングでスターフォックスに入った。フォックスも見惚れる美貌の持ち主。19歳。ウェスタンバージョンのでは、クリスタルは壊滅した惑星セリニア出身で、両親の死の真相を探しているとされるが、これは日本語バージョンから省かれた。
ペパー将軍 （声優：ジョン・スライク）
コーネリア防衛軍の将軍。スターフォックスにダイナソープラネットの調査を依頼する。
ワープ魔人 （声優：ジョン・スライク）
ソンテイルの里にいる石像の様な魔人。掌に乗せてワープさせてくれる。魔人アメが大好物で、意外に優しいところもある。彼の身体の下にはメイズがある。
シャブンガ
種族は不明。足が無く、空中に浮いている。ソンテイルの里に店を開いており、虫のお金「スカラベ」で買い物ができる。初めから所持金の足りない客や何度も値切ろうとする客には冷たい態度を取る。
アンドルフ （声優：ダンカン・ボットウッド）
スケール将軍の崇拝する神の正体で、今作の最終ボス。スケール将軍を陰で操りクリスタルを陥れた張本人。また、4年前にも一度復活を遂げてフォックスと対決しているが、ランドマスターに乗ったフォックスとスリッピーの手で倒されている（漫画『さらば愛しのファルコ』参照）。その後、スケール将軍の手でクラゾア宮殿に放たれ、クリスタルの超能力とクラゾアスピリットの力で新たな肉体を得て再復活。宇宙空間にてアーウィンに乗ったフォックスと戦うも、ファルコの助けを得たフォックスに敗れ、爆死する。直後にクラゾアスピリットは解放され、惑星に戻っていった。

## ダイナソープラネット
恐竜達が住む原始の楽園。フォースポイントにはめ込まれた4つのスペルストーンによって秩序が保たれていたが、スケール将軍がスペルストーンを全て持ち去った為に惑星自体が分裂してしまった。
続編の『スターフォックス アサルト』にも「サウリア」という名前で登場している。『スターフォックス ゼロ』では登場こそしないものの、名称のみスリッピーが語っている。
クラゾア宮殿
クリスタルが捕らえられている古代の宮殿。クラゾアスピリットを解放させる場所。かつてクラゾアの住処だったと言われている。
試練の館
クラゾアスピリットが隠されている場所。クラゾアから与えられる試練に合格するとクラゾアスピリットを獲得できる。6ヶ所に存在する。
ソンテイルの里
フォックスが最初に降り立つ場所。ソンテイル族の故郷で、アソーカ女王やワープ魔人もいる。
シャブンガの店
ソンテイルの里の地下でシャブンガが営む雑貨店。消耗品や各地のマップなど様々なアイテムが売られている。売り物の中には盗品もある。地下2階の部屋ではスカラベを使ったミニゲームにも挑戦できる。
アイスマウンテン
雪山。シャープクロウ族が牢として利用しており、トリッキーもここに捕らえられている。
スノーホーンの谷
アイスマウンテンの麓に広がるスノーホーン族の故郷。分裂した地域に向かうためのゲートを開くことのできる「ゲートキーパー」の1人がいる。
ダークアイス鉱山
惑星から分裂した地域のひとつで、火のスペルストーンがある。故郷から連行されたスノーホーン族が地下鉱山で強制労働に駆り出されている。ボスは古代獣「ガルドン」。
ムーンパス
火山のフォースポイントへと続く山道。数百年前に月と激突した場所で、シャープクロウ族はその際のエネルギーで突然変異を起こして誕生したとも言われている。
火山のフォースポイント
火のスペルストーンを収める場所。
クラウド城
惑星から分裂した地域のひとつで、海のスペルストーンがある。クラウド族の故郷だが、スケール将軍とシャープクロウ族に基地として占領されようとしている。
ケープビーチ
シャープクロウ族に占領されたビーチリゾート。海のフォースポイントへの入口がある。
海のフォースポイント
水のスペルストーンを収める場所。
ライトフット村
沼地にあるライトフット族の故郷。門は固く閉ざされており、入口付近であることをしないと入れない。
ウォールドシティ
惑星から分裂した地域のひとつ。太陽と月をモチーフとしたピラミッドや神殿が建っている。アソーカ族の故郷だが、現在は巨大なレッドアイ族が徘徊している。ボスは「レッドアイキング」。
ドラゴンロック
惑星から分裂した地域のひとつ。流出した魔法エネルギーによって汚染され変形してしまった危険地帯。恐竜を機械改造する実験が行われている。ボスは機械獣「ドラコー」。

## アイテム

### アドベンチャーモード
エナジーナッツ
ライフを少し回復する。コンテナを壊したり、敵を倒したりすると出現する。持ち歩く事はできない。
エナジーエッグ
ライフを大きく回復する。コンテナを壊したり、敵を倒したりすると出現する。持ち歩く事はできない。
マジックジェム
魔法エネルギーを回復する。色によって回復する量が異なる。マジックプラントと呼ばれる草に実っているものもある。持ち歩く事はできない。
スカラベ
ダイナソープラネットの通貨である昆虫。石の下などに隠れている。色によって価値が異なる。最初は10スカラベ分しか持てないが、スカラベ袋を入手する度に50・100・200と持てる数が増える。
燃料セル
アーウィンの燃料。分裂した地域に向かう際に必要。グレートフォックスからの輸送に失敗した為、ダイナソープラネットのあらゆる場所に散らばっている。PDAの機能で探知する事が可能。
ボム胞子
自生しているボムフラワーが爆発した時に飛び散る胞子。ボムガーデンに植えるとボムフラワーに成長する。
青キノコ
近づくと飛び跳ねながら逃げるキノコ。トリッキーの大好物。夜になると眠ってしまう。
光虫
暗い洞窟などで照明として使用する。光虫ランタンがないと入手できない。
ムーンシード
ムーンパスで入手できる種。ムーンガーデンに植えて火であぶると、崖に沿ってつたが生える。
ライフィー
魔法の生き物。持っていると、力尽きた時に復活できる。最初は1匹しか持てないが、ライフィー袋を購入すると10匹まで持てる。
ダイノホルン
管楽器。専用のパッドの上で吹くと何かが起きる。
光虫ランタン
光虫を持ち運ぶための容器。
ズームバイザー
ズームインが可能な最新型ゴーグル。スリッピーが送ってくれたものだが、シャブンガが先に見つけた為、売り物にされている。

### シューティングモード
ゴールドリング
ステージごとに決められた数だけ取るとクリアできる。シールドも回復する。
シルバーリング
シールドが回復する。
ボム
Bボタンで使用できる爆弾。コンテナの中に隠されている場合もある。
レーザーエナジー
レーザーが強化される。コンテナの中に隠されている場合もある。

## 魔法
ヒートブラスト
棒の先から高熱波を発射する。熱感知スイッチを起動させる事ができるが点火能力はなく、燭台などに点火するには炎越しに撃つ必要がある。
ハイジャンプ
専用のジャンプパッドに棒を挿し込み、エネルギーを溜めて上方向に大きく跳ぶ。
アイスブラスト
棒の先から冷気を噴射する。敵を凍らせたり、炎を消したりできる。ボタンを押し続ける事により出しっぱなしにできる。凍結させた敵は一撃で粉砕できる。
グランドクエイク
棒で地面を叩きつけて衝撃波を起こす。敵を麻痺させたり、仕掛けを作動させられる。
イリュージョン
スリッピーが開発した装置で、シャープクロウ族に変身できる。変身中はシャープクロウとその警備ロボットから攻撃される事はなく、シャープクロウ専用の仕掛けを利用できるが、こちらからは攻撃できない。
ポータル
棒を挿し込み、強力な魔法で封印された扉を開けることができる。
スーパークエイク
グランドクエイクの強化版。レッドアイ族のような巨大な敵も転倒させられる。強力になった分、攻撃までに時間がかかる。

## スタッフ
- エグゼクティブプロデューサー : 山内溥、岩田聡、Joel Hochberg
- プロデューサー : Chris Stamper、宮本茂
- ディレクター : Lee Schuneman
- ソフトエンジニア総括 : Phil Tossell
- アーティスト総括 : Kevin Bayliss、Johnni Christensen、Keith Rabbette
- 音楽 : デビッド・ワイズ
- 効果音 : Martin Penny
- スピーチエンジニア・追加ミュージックコンポーザー : Ben Cullum
- プロジェクトマネジメント : 三木研次
- 進行指導 : 寺崎啓祐
- スーパーバイザー : 今村孝矢